# Cirrhicera nigrina
Cirrhicera nigrina är en skalbaggsart som beskrevs av Thomson 1857. Cirrhicera nigrina ingår i släktet Cirrhicera och familjen långhorningar. Inga underarter finns listade i Catalogue of Life.